# Bacteria cubaensis
Bacteria cubaensis är en insektsart som först beskrevs av Haan 1842.  Bacteria cubaensis ingår i släktet Bacteria och familjen Diapheromeridae. Inga underarter finns listade.